# باشگاه فوتبال گرنیدز
باشگاه فوتبال گرنیدز یک باشگاه فوتبال حرفه‌ای آنتیگوایی است که در سال ۱۹۹۰ تأسیس شد و در لیگ برتر آنتیگوا و باربودا بازی می‌کند. این باشگاه در سنت جانز، آنتیگوا مستقر است. گرنیدز در فصل ۱۴–۲۰۱۳ به لیگ برتر پیوست و در اولین فصل خود چهارم شد.